# Sirius-patruljen

Emblema da Sirius-patruljen.

A Sirius-patruljen ("Patrulha Sirius" oficialmente "Patrulha de trenós SIRIUS"), é a presença militar da Dinamarca no desabitado Parque Nacional do Nordeste da Gronelândia.

## Visão geral
A patrulha é uma pequena unidade especial militar dinamarquesa sob o Arktisk Kommando, que patrulha com trenós puxados por cães no nordeste da Groenlândia. O objetivo é fazer cumprir a soberania dinamarquesa e monitorar os 16.000 km de costa desabitada. A patrulha é composta por 12 homens e aprox. 69 cães.
No inverno, a imensa área é patrulhada por trenós puxados por cães e, no verão, nos fiordes com quebra-gelo. A patrulha é baseada em Daneborg, que está localizado no lado sul de Wollaston Forland no nordeste da Groenlândia.